# Konstytucja Syrii
Konstytucja Syrii – akt prawny najwyższej rangi (ustawa zasadnicza) Syrii.

## Konstytucje z lat 1930–1973
Pierwsza syryjska konstytucja obowiązywała w latach 1930–1946, w czasie mandatu francuskiego, do czasu formalnego uznania niepodległości Syrii przez Francję. Kolejna konstytucja została przyjęta w 1950 roku i obowiązywała do 1963, z przerwami w latach 1951–1954 oraz 1958–1962.

## Konstytucja z 1975
Kolejna konstytucja Syrii została przyjęta w ramach Ruchu Korygującego w marcu 1973. Moment ten uważa się za zakończenie procesu budowania przez Hafiza al-Asada instytucjonalnych podstaw jego władzy autorytarnej.
Ustawa zasadnicza określała Syrię jako suwerenną, demokratyczną, socjalistyczną, ludową republikę. Preambuła aktu podkreślała arabski charakter państwa, stwierdzając, że terytorium Syrii – w myśl idei panarabskiej i baasistowskiej – jest jednym z regionów arabskiej ojczyzny. Konstytucja składała się ze 156 artykułów i sześciu rozdziałów. W pierwszym rozdziale wymieniono prawa podstawowe, zasady, na których opiera się funkcjonowanie państwa, wskazano jego ludowy i republikański charakter, wskazano lud jako suwerena, zaś prawo muzułmańskie – jako główne źródło prawa syryjskiego. Rozdział ten stanowił również, że prezydent Syrii musi być muzułmaninem. Postanowienie o wyznaniu prezydenta było kompromisem między Hafizem al-Asadem a istniejącą w kraju religijną opozycją, w tym Braćmi Muzułmańskimi; sam al-Asad opowiadał się za państwem całkowicie świeckim.
Drugi rozdział konstytucji określał strukturę i kompetencje władz ustawodawczej (Zgromadzenie Ludowe) i wykonawczej. Organem władzy wykonawczej konstytucja nazywała prezydenta, zobowiązując go do współpracy z Radą Ministrów, nadając mu również prawo do działań władczych przy stosowaniu dekretów. Inne konstytucyjne organy władzy były podporządkowane prezydentowi, zwiększając legitymizację jego władzy, służąc usprawnieniu kierowania państwem. Model silnej prezydentury przyjęty w konstytucji inspirowany był systemem rządów w Egipcie po rewolucji 1952 i działalnością Dżamala Abd an-Nasira. Chociaż konstytucja nazywa najwyższym organem władzy wykonawczej Radę Ministrów, de facto jest ona podporządkowana prezydentowi. 
W trzecim rozdziale konstytucji zawarto kompetencje władz sądowniczych, w czwartym – przepisy przejściowe. Konstytucja przyznawała szczególną pozycję syryjskiej partii Baas, nazywając ją partią wiodącą i sytuując jej instytucje ponad organami państwa. Art. 8 konstytucji stwierdzał, że partia przewodzi społeczeństwu i państwu, mobilizując masy do służby narodowi arabskiemu, kieruje Narodowym Frontem Postępu.

## Konstytucja z 2012
Projekt zmian w konstytucji syryjskiej został opracowany przez 27-osobowy komitet, którego członków wybrał prezydent Baszszar al-Asad, po wybuchu protestów przeciwko syryjskiemu autorytaryzmowi. Z dotychczasowej konstytucji wykreślono art. 8 dotyczący wiodącej roli partii Baas oraz wszystkie odniesienia do baasizmu w kontekście systemu oświaty, gospodarki, wojska, społeczeństwa. Zmieniona konstytucja ustanawiała w Syrii system wielopartyjny, utrzymywała jednak szerokie uprawnienia prezydenta (wybieranego na siedmioletnią kadencję przez Zgromadzenie Ludowe, z prawem do jednokrotnej reelekcji) i zakaz tworzenia partii według kryterium religijnego lub etnicznego. Zmieniona konstytucja została przyjęta w referendum 27 lutego 2012. Według oficjalnych danych przy frekwencji wynoszącej 57,4%, 89,4% głosujących opowiedziało się za przyjęciem nowej konstytucji.

### Zawieszenie konstytucji w 2024 i jej uchylenie w 2025
Po przejęciu władzy przez Rząd Przejściowy Syrii, 12 grudnia 2024 roku rzecznik rządu przejściowego poinformował, że podczas trzymiesięcznej kadencji rządu konstytucja i parlament zostaną zawieszone, dodając, że zostanie powołana „komisja ds. wymiaru sprawiedliwości i praw człowieka”, która dokona przeglądu konstytucji przed wprowadzeniem zmian. 29 stycznia 2025 roku, podczas konferencji poświęconej zwycięstwu rewolucji w Syrii, rzecznik Dowództwa Operacji Wojskowych ogłosił uchylenie konstytucji z 2012 roku oraz rozwiązanie Zgromadzenia Ludowego. Prezydent Syrii Ahmad asz-Szara oświadczył, że wyda "deklarację konstytucyjną", która posłuży jako "prawny punkt odniesienia" do czasu ogłoszenia nowej konstytucji.

## Tymczasowa konstytucja z 2025
13 marca 2025 roku prezydent asz-Szara ratyfikował tymczasową konstytucję, która ma obowiązywać przez pięć lat. Konstytucja ustanawia system prezydencki, bez stanowiska premiera, z władzą wykonawczą w rękach prezydenta, który mianuje ministrów. Konstytucja ta ustanawia prawo islamskie jako główne źródło orzecznictwa, przy jednoczesnym zachowaniu wolności poglądów i wypowiedzi. Zgromadzenie Ludowe zostało powołane do pełnienia funkcji tymczasowego parlamentu podczas pięcioletniego okresu przejściowego, nadzorując opracowanie nowej konstytucji. Prezydent mianuje jedną trzecią członków Zgromadzenia Ludowego, a także sędziów sądu konstytucyjnego bez konieczności uzyskania potwierdzenia ze strony parlamentu.